# Дачно-Троицкое сельское поселение
Да́чно-Тро́ицкое сельское поселение — упразднённое муниципальное образование в Яйском районе Кемеровской области.
Административный центр — посёлок станции Судженка.

## История
Дачно-Троицкое сельское поселение образовано 17 декабря 2004 года в соответствии с Законом Кемеровской области № 104-ОЗ.

## Население
| 2010  | 2011  | 2012  | 2013  | 2014  | 2015  | 2016  |
| ----- | ----- | ----- | ----- | ----- | ----- | ----- |
| 1070  | ↘1069 | ↘1061 | ↘1055 | ↘1034 | ↘1021 | ↗1026 |
| 2017  | 2018  | 2019  |       |       |       |       |
| ↘1018 | ↘1006 | ↘984  |       |       |       |       |

## Состав сельского поселения
| № | Населённый пункт | Тип населённого пункта                  | Население |
| - | ---------------- | --------------------------------------- | --------- |
| 1 | Судженка         | посёлок станции, административный центр | 596       |
| 2 | Турат            | посёлок                                 | 403       |
| 3 | Чиндатский       | посёлок                                 | 71        |